# Kościół św. Jana Nepomucena w Dorohusku
Kościół świętego Jana Nepomucena – rzymskokatolicki kościół parafialny należący do dekanatu Chełm – Wschód archidiecezji lubelskiej.

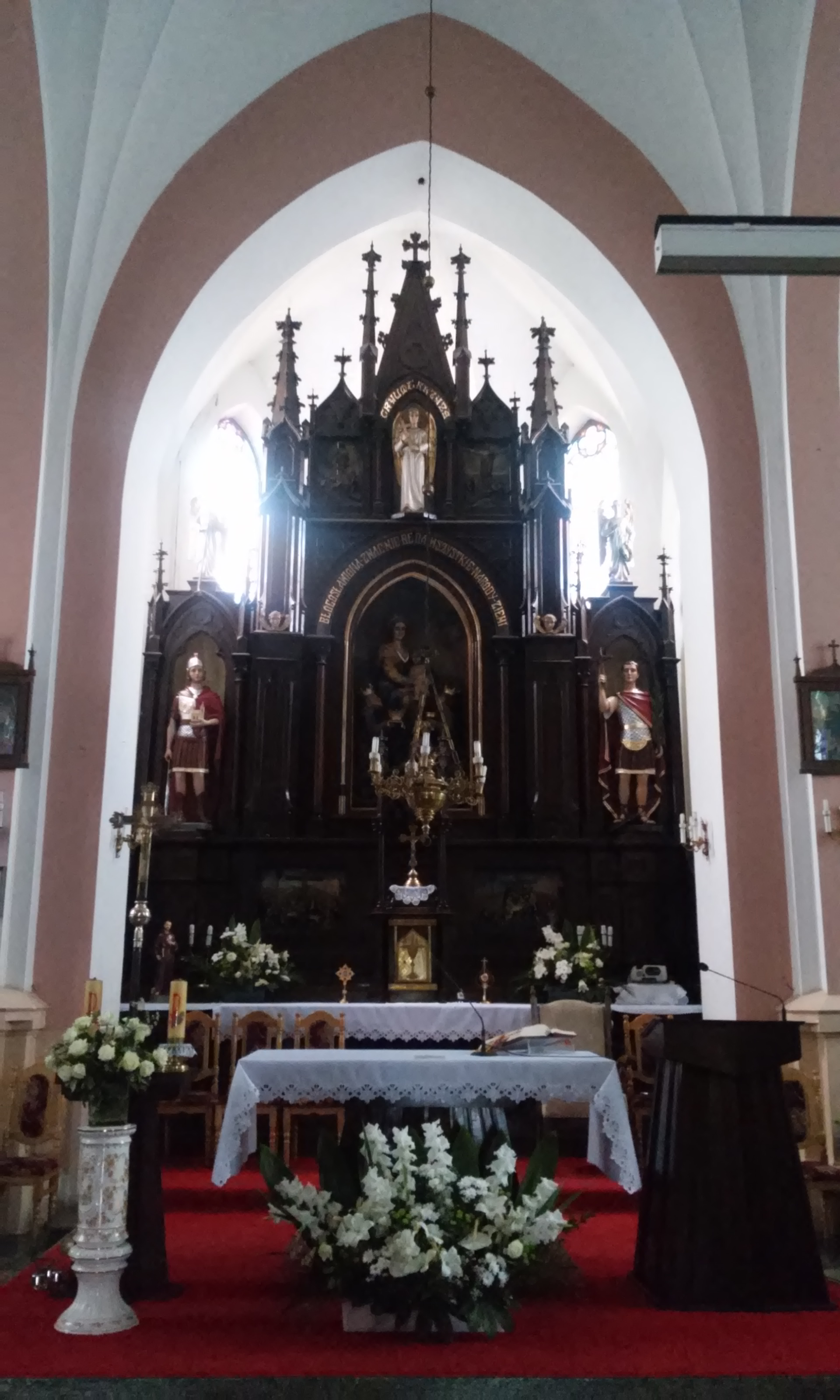
Ołtarz główny

Budowa obecnej świątyni została rozpoczęta w 1907 roku, a ukończona została w 1909 roku. Plac pod kościół został ofiarowany przez pana Kobylańskiego, byłego dziedzica Dorohuska. Podczas I wojny światowej, w 1915 roku wojska rosyjskie zniszczyły świątynię pociskami. W dniu 12 maja 1921 roku kościół, dzięki decyzji biskupa lubelskiego Mariana Leona Fulmana, otrzymał status świątyni parafialnej (dotychczas był filią parafii w Żalinie). W dwudziestoleciu międzywojennym świątynia otrzymała organy i ołtarze. Podczas II wojny światowej kościół został ponownie uszkodzony, po zakończeniu wojny świątynia została wyremontowana.
Jest to budowla murowana, halowa, składająca się z trzech naw, wzniesiona w stylu neogotyckim, nawy są jednakowej szerokości. Od strony zachodniej znajduje się prostokątna kruchta, nad którą jest umieszczona wieża wybudowana na planie kwadratu z dwiema bocznymi lokalnymi ścianami. Prezbiterium jest zamknięte trójbocznie, otoczone jest obejściem, w którym znajdują się zakrystie. Wnętrze nakryte jest sklepieniami gwiaździstymi i podzielone jest filarami przyściennymi i lizenami. Wyposażenie świątyni reprezentuje jednolity styl neogotycki i zostało wykonane w technice snycerskiej. W bocznym ołtarzu jest umieszczony obraz Najświętszej Maryi Panny wykonany w końcu XVI wieku.